# Асклепий (лунный кратер)
Кратер Асклепий (лат. Asclepi) — древний ударный кратер в гористой южной материковой части видимой стороны Луны. Название присвоено в честь итальянского астронома Джузеппе Асклепи (1706—1776) и утверждено Международным астрономическим союзом в 1935 г. Образование кратера относится к донектарскому периоду.

## Описание кратера
Ближайшими соседями кратера являются кратер Бэкон на северо-западе; кратер Иделер на северо-северо-западе; кратер Питиск на северо-востоке; кратер Хоммель на востоке; кратер Неарх на юго-востоке; кратер Мут на юге-юго-востоке; кратер Таннерус на юго-западее. Селенографические координаты центра кратера 55°11′ ю. ш. 25°31′ в. д. / 55,19° ю. ш. 25,52° в. д.°, диаметр 41 км, глубина 1,3 км.
Вал кратера сильно разрушен произошедшими за время его существования импактами и практически сравнялся с окружающей местностью, сам кратер стал просто понижением местности. Высота вала над окружающей местностью составляет 1050 м. Дно чаши кратера сравнительно ровное, без заметных структур. К юго-восточной части кратера примыкает сателлитный кратер Хоммель К. Объем кратера составляет приблизительно 1300 км³.

## Сателлитные кратеры
| Асклепий | Координаты                                            | Диаметр, км |
| -------- | ----------------------------------------------------- | ----------- |
| A        | 53°06′ ю. ш. 23°01′ в. д. / 53,1° ю. ш. 23,01° в. д.  | 13,4        |
| B        | 54°14′ ю. ш. 23°50′ в. д. / 54,24° ю. ш. 23,83° в. д. | 17,3        |
| C        | 53°35′ ю. ш. 23°33′ в. д. / 53,58° ю. ш. 23,55° в. д. | 9,6         |
| D        | 53°40′ ю. ш. 24°05′ в. д. / 53,66° ю. ш. 24,09° в. д. | 17,9        |
| E        | 52°16′ ю. ш. 24°09′ в. д. / 52,26° ю. ш. 24,15° в. д. | 6,4         |
| G        | 53°30′ ю. ш. 24°48′ в. д. / 53,5° ю. ш. 24,8° в. д.   | 4,9         |
| H        | 52°48′ ю. ш. 25°12′ в. д. / 52,8° ю. ш. 25,2° в. д.   | 18,2        |